# Fermignano
Fermignano ist eine italienische Gemeinde (comune) mit 8240 Einwohnern (Stand 31. Dezember 2023) in der Provinz Pesaro und Urbino in den Marken. Die Gemeinde liegt etwa 5 Kilometer südlich von Urbino und etwa 33 Kilometer südwestlich von Pesaro am Metauro. Fermignano gehört zur Comunità montana Alto e Medio Metauro.

## Geschichte

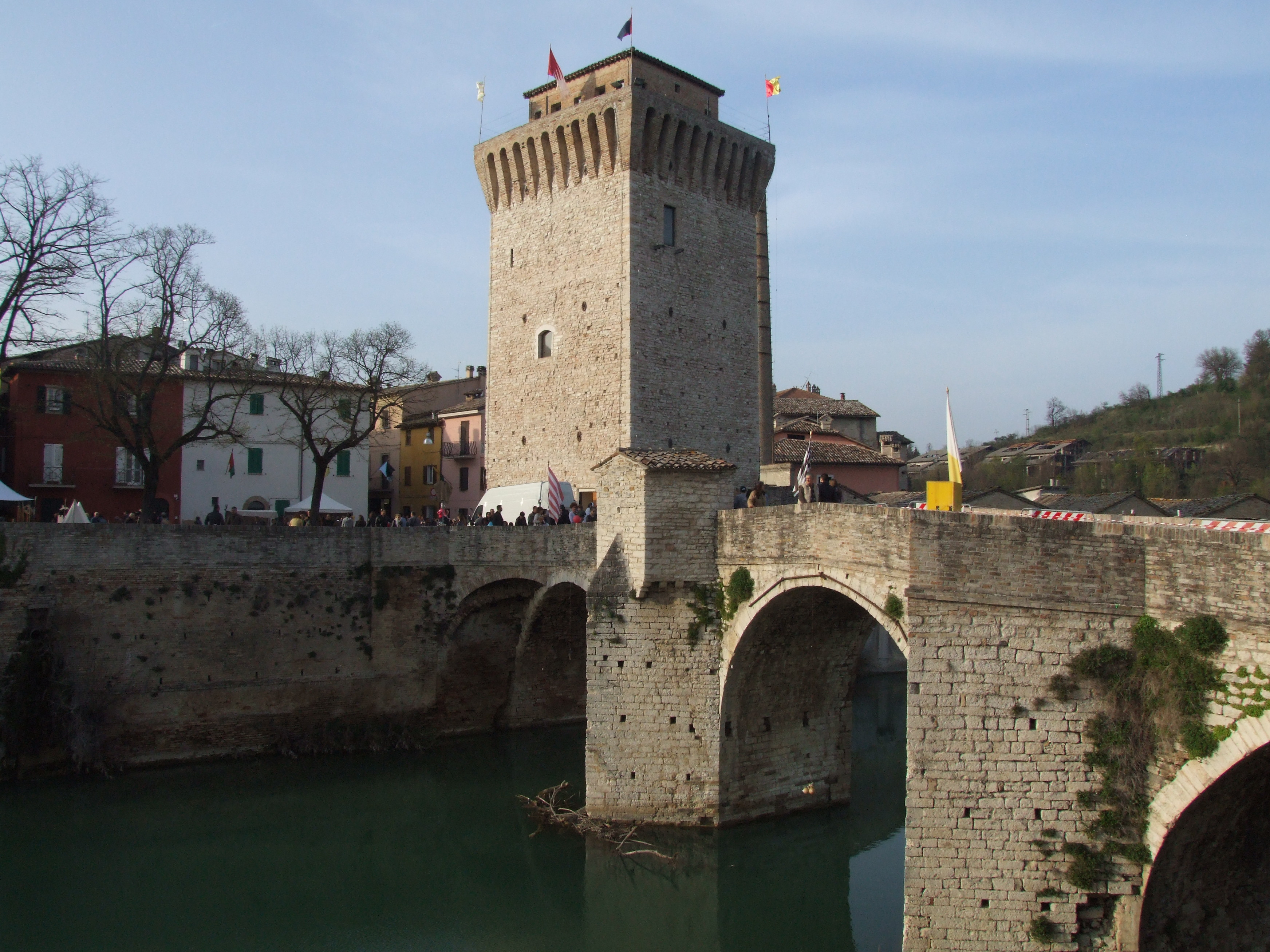
Mittelalterlicher Turm und Römerbrücke

Die Gründung Fermignanos soll zurückgehen auf eine Ansiedlung durch den römischen Legionskommandeur Firmidio um 200 vor Christus, der die Siedlung Firmidianus nannte. Aus dem Jahre 207 vor Christus ist die am Metauro stattfindende Schlacht zwischen den Karthagern unter Hasdrubal und den Römern unter den Konsuln Salinator und Gaius Claudius Nero bekannt, aus der die Römer siegreich hervorgingen. Der genaue Ort ist bis heute allerdings unbekannt.
Erhalten ist noch eine Brücke über den Metauro aus der Römerzeit.
Im Mittelalter und der Renaissance war Fermignano Teil des Herzogtums Urbino, bis 1631 das gesamte Herzogtum im Kirchenstaat aufging.

## Verkehr
Fermignano liegt an der nur als Provinzstraße (SP 4) ausgebauten Europastraße 78. Die Bahnstrecken nach Urbino (von Fano) und nach Pergola (weiter nach Fabriano) sind mittlerweile seit 1944 bzw. 1987 stillgelegt.

## Söhne und Töchter der Gemeinde
- Donato Bramante (1444–1514), Baumeister und Architekt